# Selenopeltis
Selenopeltis è stato un trilobite dell'ordine Odontopleurida, della famiglia Odontopleuridae vissuto nell'era dell'Ordoviciano inferiore e medio.

## Descrizione
Questo trilobite presenta un esoscheletro in cui gli scudi cefalico e caudale sono di dimensioni ridotte in confronto al torace. La glabella mostra solchi dall'andamento complesso e il lobo centrale rigonfio. Le spine genali sono molto lunghe e le estremità pleurali di ciascun segmento toracico si prolungano in grandi spine proiettate all'indietro, in modo simile ad Acidaspis e Leonaspis. Una coppia di spine simili si trova in corrispondenza dello scudo caudale. Raggiungeva in media i 3,5 cm di lunghezza.

## Habitat
Si ritiene che Selenopeltis galleggiasse nelle acque oceaniche. La sua distribuzione geografica si limita ad Europa e Nordafrica.